# Cratere Kies

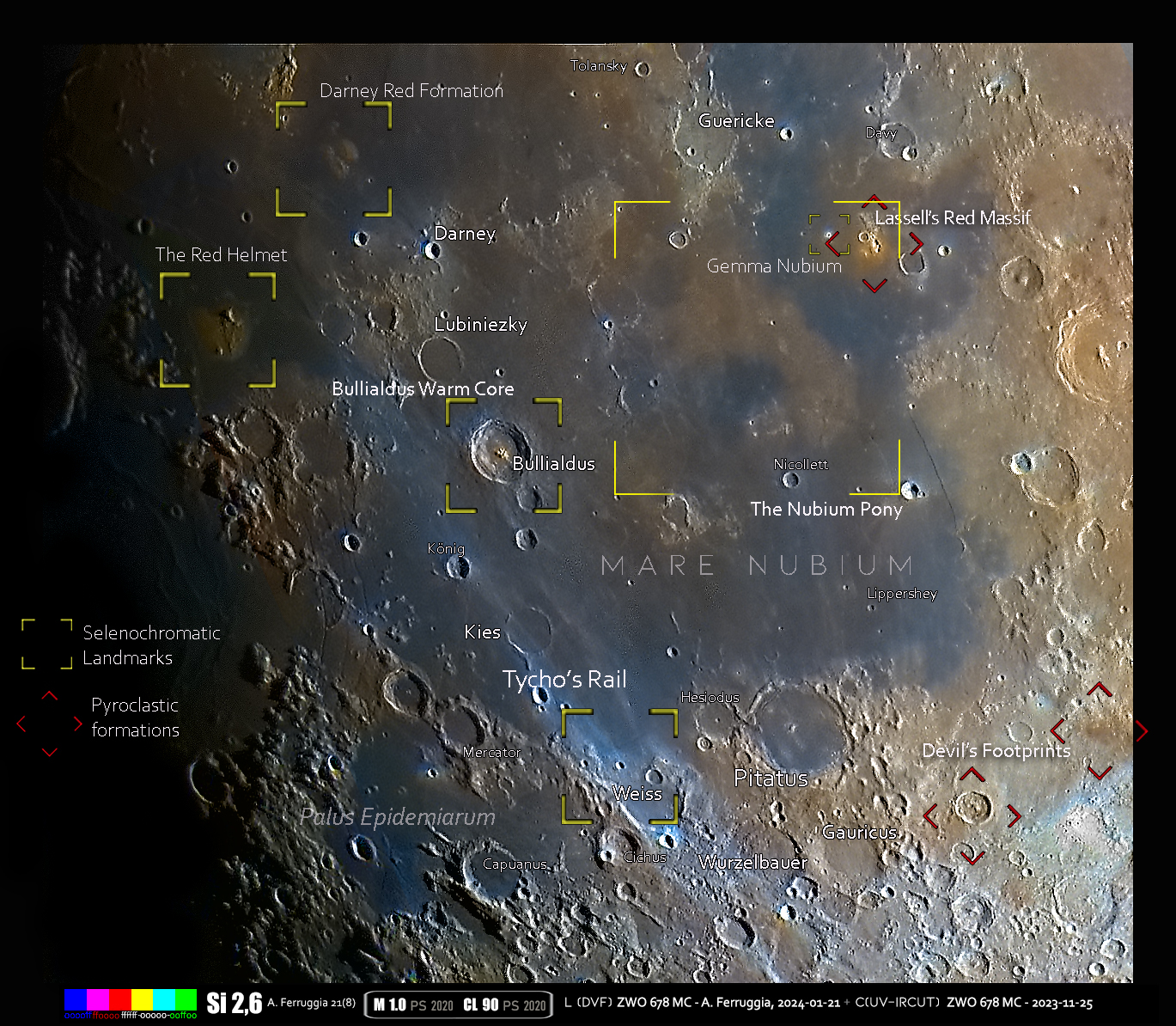
Immagine Si dell'area di Kies

Kies è un cratere lunare di 45,54 km situato nella parte sud-occidentale della faccia visibile della Luna.
Il cratere è dedicato all'astronomo tedesco Johann Kies.

## Crateri correlati
Alcuni crateri minori situati in prossimità di Kies sono convenzionalmente identificati, sulle mappe lunari, attraverso una lettera associata al nome.
| Kies | Coordinate            | Diametro (in km) |
| ---- | --------------------- | ---------------- |
| A    | 28°21′36″S 22°45′36″W | 14,54            |
| B    | 28°46′12″S 21°55′48″W | 9,36             |
| C    | 26°04′12″S 26°10′12″W | 4,7              |
| D    | 24°55′48″S 18°33′00″W | 5,61             |
| E    | 28°45′36″S 22°49′48″W | 6,17             |